# Goudlokje
Goudlokje, ook bekend als De drie beren of Goudhaartje en de drie beren is een Engels sprookje. Het werd voor het eerst gepubliceerd in 1837 door de Britse auteur en dichter Robert Southey, aanvankelijk anoniem. Het verhaal was voor die tijd al onderdeel van de Engelse folklore.

## Inhoud
Het verhaal gaat over drie beren die in een huis in het bos wonen. Ze hebben pap gemaakt en terwijl die afkoelt gaan ze een stuk wandelen. Een meisje, genaamd Goudlokje vanwege haar goudblonde haar, loopt langs hun huis, ziet dat het leeg is en besluit naar binnen te gaan. Ze probeert de drie stoelen uit, waarbij ze er één breekt, en kiest de beste stoel uit om op te zitten. Ze probeert de drie borden pap uit en eet het bord leeg dat het best op temperatuur is (niet te warm, niet te koud, precies goed). Vervolgens probeert ze de bedden uit. Alleen het beste bed voldoet aan haar eisen (niet te hard, niet te zacht, precies goed) en daarin besluit ze te gaan slapen. Als de beren terugkomen zijn ze geschokt. Ze ontdekken dat een van de borden leeg is, een stoel kapot is en dat er iemand in een van hun bedden slaapt. Uit schaamte vlucht Goudlokje het huis uit om nooit meer terug te komen.
De moraal van het verhaal gaat over het egoïstische, het respecteren van andermans eigendommen en het misbruik maken van iemands gastvrijheid.

## Diversen
- Oorspronkelijk was Goudlokje een bejaarde vrouw. Ze was nog naamloos en werd beschreven als een bejaarde, lelijke, grofgebekte vrouw die eigenlijk in een tuchthuis thuishoorde. In een publicatie uit 1849 werd zij vervangen door een jong meisje. In de loop van de twintigste eeuw kreeg zij de naam Goldilocks of Goudlokje.
- Ook in het sprookje Sneeuwwitje komt een bezoekster in een huisje waarbij ze in het laatste bedje in slaap valt. Het verschil is dat Sneeuwwitje er welkom is.
- In een eerdere versie uit 1813 door Eleanor Mure sluipt de vrouw bij de beren naar binnen om wraak op ze te nemen omdat die een bezoek van haar weigerden. In plaats van pap staat er melk op tafel en bij ontdekking loopt het erger met haar af: ze wordt voor straf op de torenspits van Saint Paul's Cathedral gespietst.
- In de zoektocht naar buitenaards leven wordt de term Goudlokjegebied wel gebruikt. Dit slaat op de afstand die een planeet van een ster af mag staan om er überhaupt leven te kunnen laten ontstaan. De planeet mag niet te dichtbij staan, dan is het er te warm, en de planeet mag niet te ver weg staan want dan is het er te koud.
- In de economie spreekt men ook wel van het Goudlokje-scenario wanneer de economie niet te hard groeit (dan krijgt men oververhitting, dus te heet), maar ook niet te traag (dan krijgt men afkoeling, dus te koud). De gestage economische groei in de VS in de jaren 90 wordt ook wel aangeduid met Goldilocks. Door de verwijzing naar dit sprookje moeten economen niet vergeten dat Goudlokje parasiteerde op de drie beren en in het niets verdween. Maar het gaat om de pap, die precies goed was, niet te warm en niet te koud.
- In de pedagogie, heeft het verhaal geleid tot het "Goudlokje-principe" - waar verwezen wordt naar onderzoek dat aantoont dat mensen al van jongs af aan op zoek gaan naar relevante kennis omdat de hersenen ons daarvoor belonen, wat ingaat tegen de opvatting dat als mensen mogen kiezen ze enkel voor het makkelijkste vak zouden kiezen terwijl vele mensen weten dat bv. kleuters té gemakkelijk speelgoed zeer snel links laten liggen en op zoek gaan naar weer iets nieuws.[1][2] De beloning van onze hersenen is het grootst voor relevante kennis: niet te makkelijk, maar ook niet zo moeilijk dat we het niet verstaan, maar juist de goede balans. Onderzoek[3] toont aan dat het zeer destructief kan zijn als men via te directief onderwijs dit natuurlijke beloningssysteem tegenwerkt en de hersenen verplicht om conflicterende signalen lange tijd te ondergaan. Zo leert men individuen om toe te geven aan groepsdruk, absolute macht, of juist te rebelleren, een aversie te krijgen van de school - leren - en autoriteit, stress kan zo uitputtend werken dat het leidt tot depressies op jonge leeftijd en zelfmoord. Deze inzichten hebben veel impact op de hervormingen en innovaties in het onderwijs zoals bv. de strategie rond levenslang leren[4], de link tussen formeel leren (directief en niet-directief), niet-formeel leren (bv. tijdens jeugdkampen van en door jongeren), de Europass - het Europees CV en skills paspoort, het EU open badging systeem, leermanagementsystemen zoals het open source Moodle, gamified en brainfriendly learning met bv. open source gsm gebaseerd spaced repetition software zoals de Anki app.
- Goudlokje en de drie beren verschenen als hoofdpersonages in de DreamWorks Animation film Puss in Boots: The Last Wish. Goudlokje werd hierin ingesproken door Florence Pugh en de beren door Olivia Colman (Mama Beer), Ray Winstone (Papa Beer) en Samson Kayo (Baby Beer). De Nederlandse stemmen werden ingesproken door Holly Mae Brood (Goudlokje), Monic Hendrickx (Mama Beer), Frank Lammers (Papa Beer) en André Dongelmans (Baby Beer).